# San Antonio Sinicahua
San Antonio Sinicahua es una localidad del estado mexicano de Oaxaca. Es cabecera del municipio de San Antonio Sinicahua.

## Demografía
| Censo | Población |
| ----- | --------- |
| 1900  | 651       |
| 1910  | 649       |
| 1921  | 667       |
| 1930  | 823       |
| 1940  | 902       |
| 1950  | 1099      |
| 1960  | 1147      |
| 1970  | 346       |
| 1980  | 312       |
| 1990  | 483       |
| 1995  | 98        |
| 2000  | 52        |
| 2005  | 52        |
| 2010  | 129       |
| 2020  | 167       |